# Chromophobia (film 1966)
Chromophobia è un cortometraggio d'animazione del 1966 scritto e diretto da Raoul Servais.

## Trama
Un paesaggio colorato è invaso da un esercito grigio che cancella ogni colore e imprigiona la popolazione. Su tutto cala una grigia nube di depressione, finché non compare un buffo ometto rosso. Inizia la rivoluzione dei colori.

## Produzione
Il libro Cartoons di Giannalberto Bendazzi indica come anno di realizzazione il 1965, il sito Internet Movie Database il 1966.

## Critica
(Giannalberto Bendazzi)

## Riconoscimenti
- Mostra internazionale d'arte cinematografica
  - 1966 - Targa Leone di San Marco per il miglior film d'animazione